# Jammers Minde

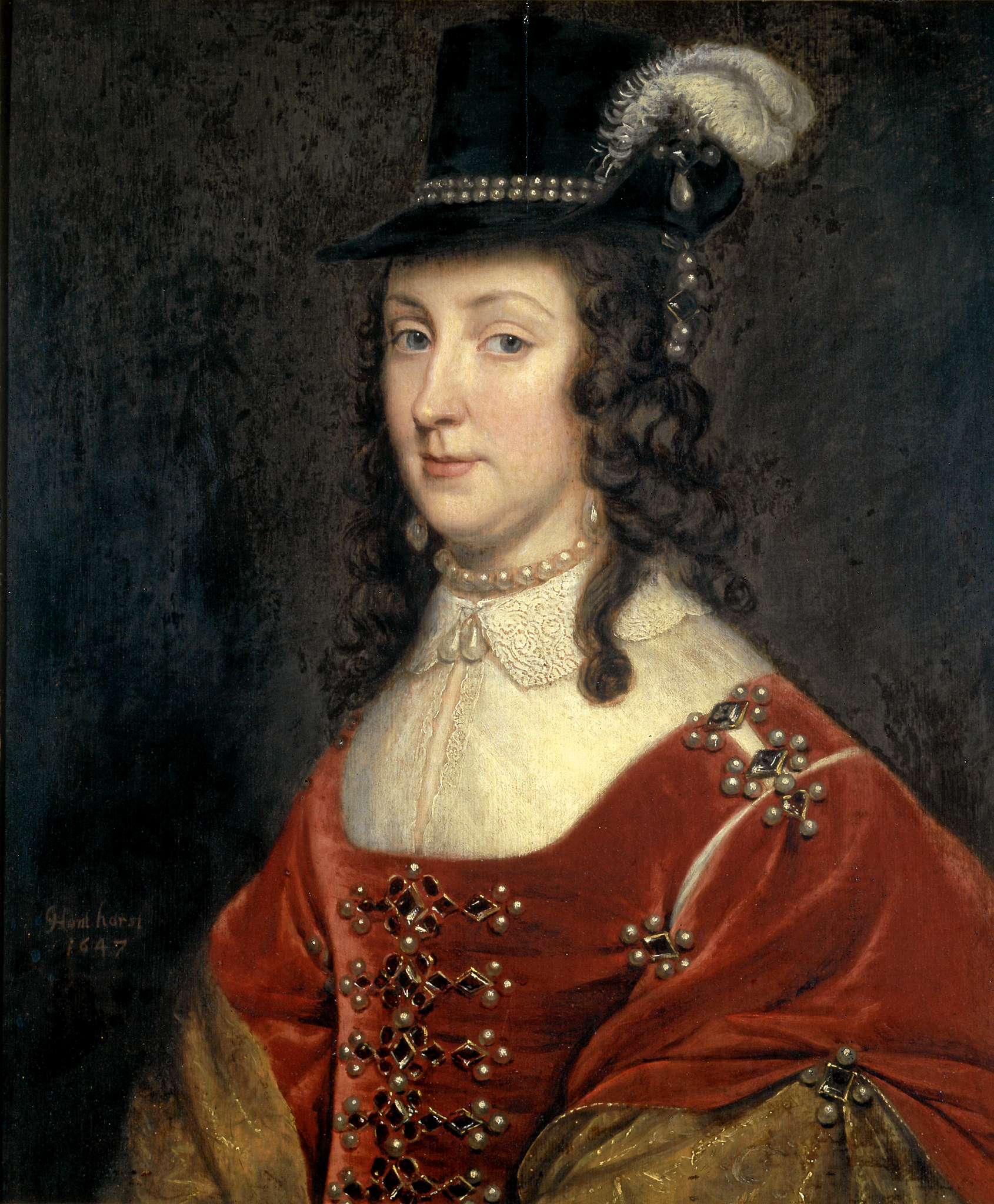
Leonora Christina Ulfeldt in 1647

Jammers Minde (Herinnering aan mijn ellende) is een geschrift van koningsdochter Leonora Christina Ulfeldt (1621-98) over haar gevangenschap in de Blauwe Toren van Christiansborg in de jaren 1663-1685. Het werd waarschijnlijk geschreven op verzoek van Otto Sperling de Jongere, die zich inzette voor de vrijlating van Leonora Ulfeldt en van zijn vader, Otto Sperling de Oude. Hij hoopte de publieke opinie in Europa te kunnen beïnvloeden.
Leonora Christina richt zich in Jammers Minde tot haar kinderen. Ze beschrijft haar gevangenneming en de ondraaglijke situatie en het dagelijkse leven in de Blauwe Toren. Hoewel Leonora Christina beweert onschuldig te zijn, is er in haar werk geen zelfmedelijden te bespeuren. Integendeel, ze komt over als een sterke persoonlijkheid die zonder geweeklaag haar lot als een martelares draagt. In een brief aan haar vriend Otto Sperling klinkt de haat door die ze niet aan haar kinderen wilde tonen: ze spreekt de hoop uit dat haar zoon wraak zal nemen als zij daar zelf niet in slaagt. In dat geval, zo verzekert ze, zal ze met een gerust hart sterven.
Het manuscript was in handen van Otto Sperling, die het overdroeg aan Christian Reitzer. Deze schonk het in 1721 aan de Deense Koninklijke Bibliotheek. Het handschrift verdween echter om in 1952 op te duiken in de bibliotheek van een middelbare school in Hamburg. Na verkoop aan een particulier kwam het in 1958 definitief terug in de Koninklijke Bibliotheek. Pas in 1869 werd het werk uitgegeven; Jammers Minde werd al snel een succes en kreeg de status van een groot werk in de Deense literatuur. In 1958 kon het in facsimile worden uitgegeven. Heden ten dage behoort het tot de Deense culturele canon.
Naast Jammers Minde schreef Leonora Christina ook een Franstalige autobiografie en Hæltinders Pryd ("De trots van heldinnen"). Jammers Minde inspireerde de Deense schilder Kristian Zahrtmann tot een serie van twintig schilderijen over haar leven.

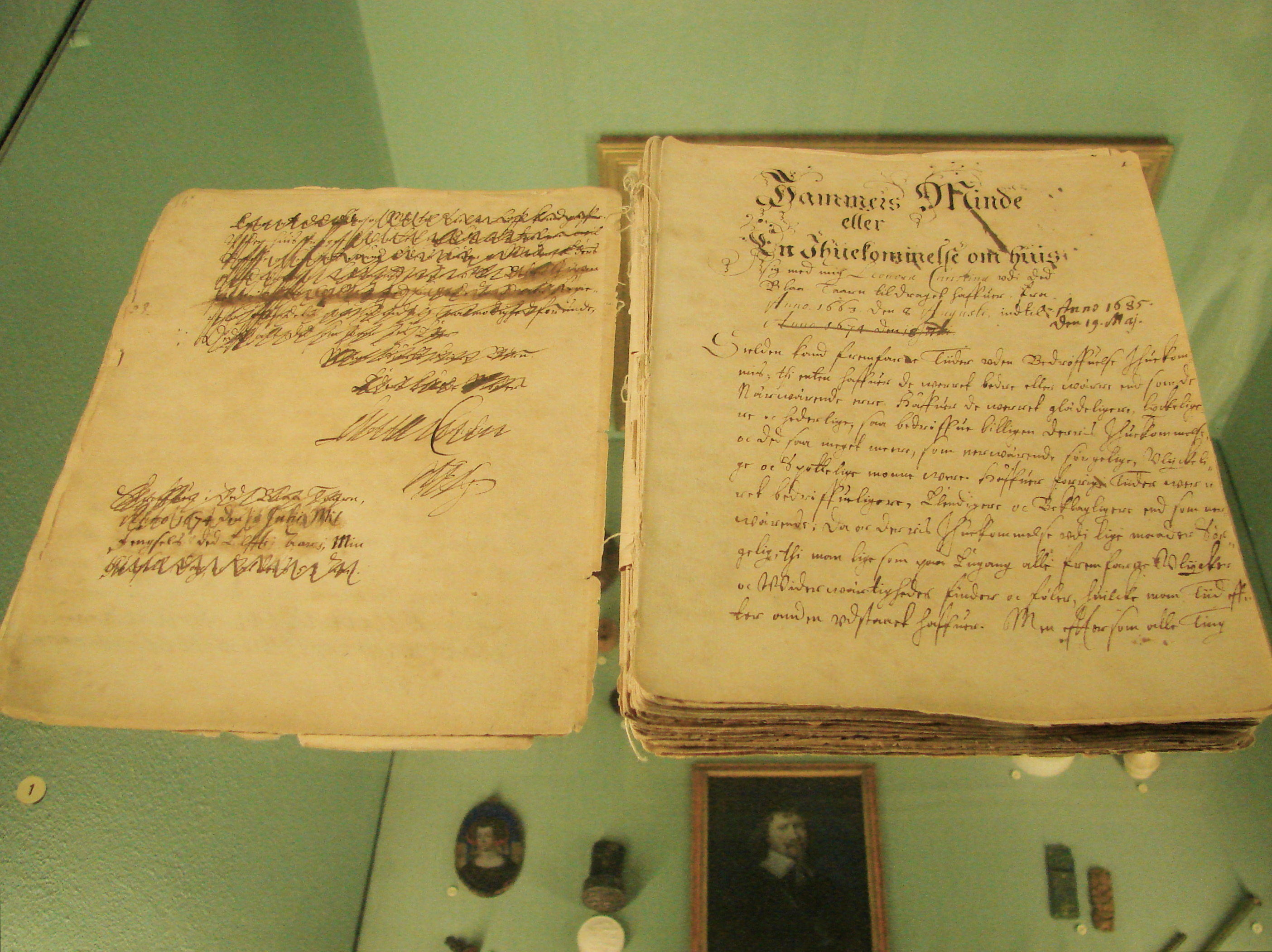
Het originele manuscript
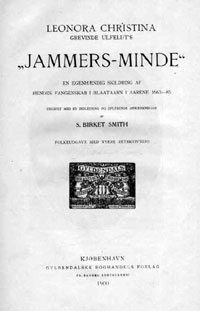
Een editie uit 1900
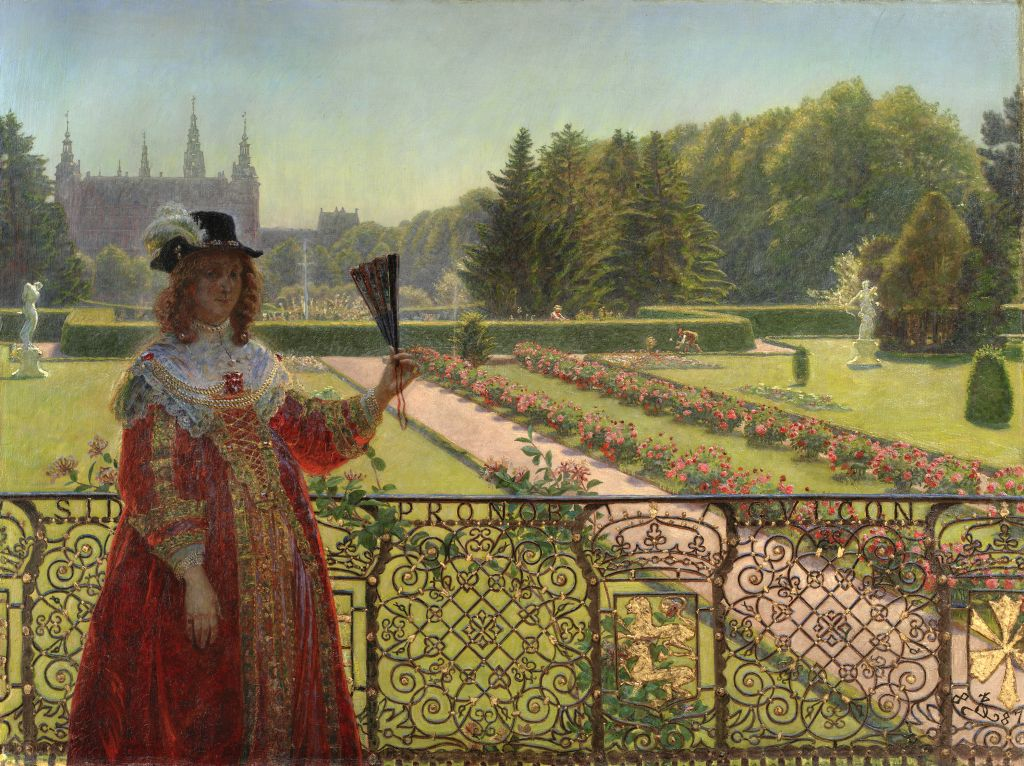
Schilderij van Zahrtmann: Leonora in beter dagen
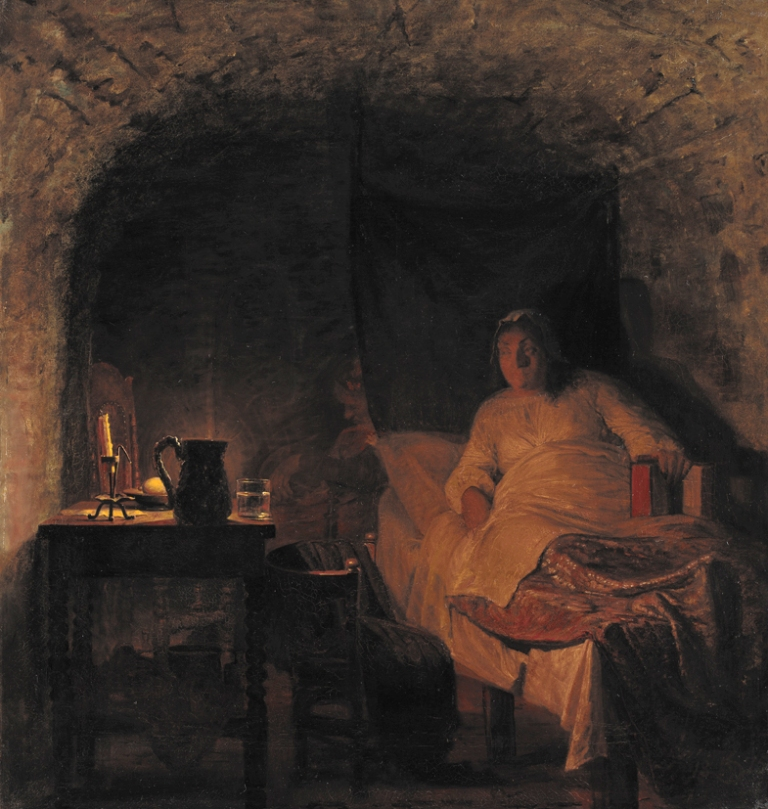
Zahrtmann: Leonora in de nacht
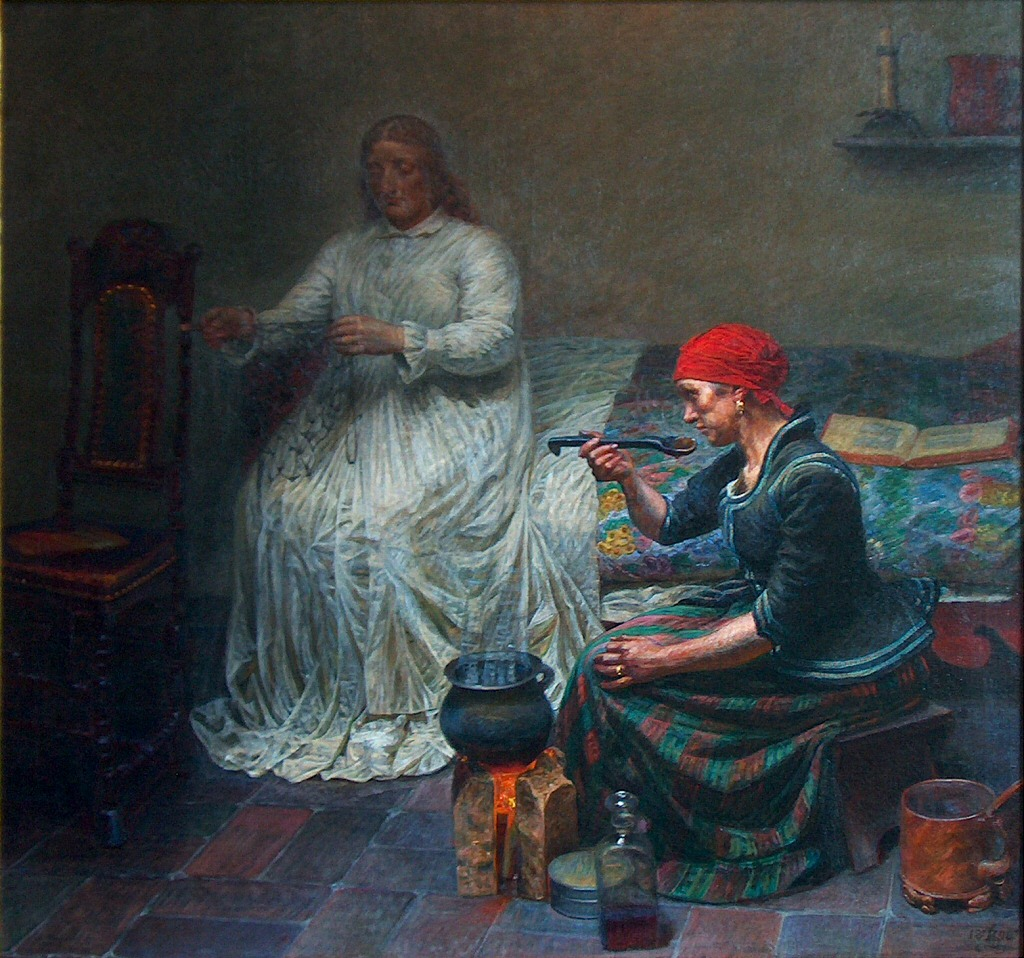
Zahrtmann: Leonora met haar dienstmeid
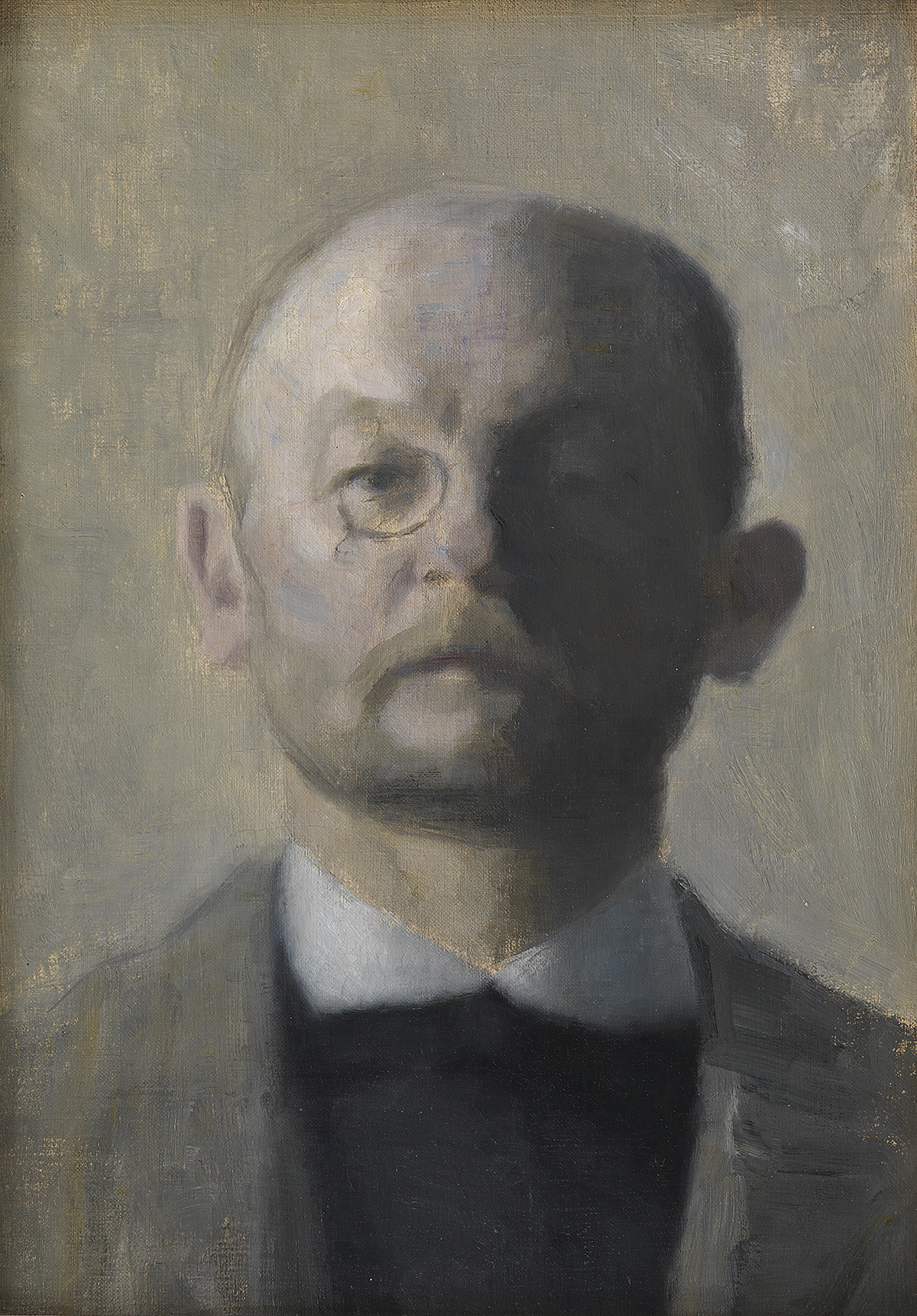
Kristian Zahrtmann door Vilhelm Hammershøi, 1889